# 13010 Germantitov
13010 Germantitov eller 1986 QR5 är en asteroid i huvudbältet som upptäcktes den 26 augusti 1986 av den sovjetisk-ryska astronomen Ljudmila Zjuravljova vid Krims astrofysiska observatorium på Krim. Den är uppkallad efter den sovjetiske kosmonauten German Titov.
Asteroiden har en diameter på ungefär 18 kilometer.